# Johannes van Neercassel

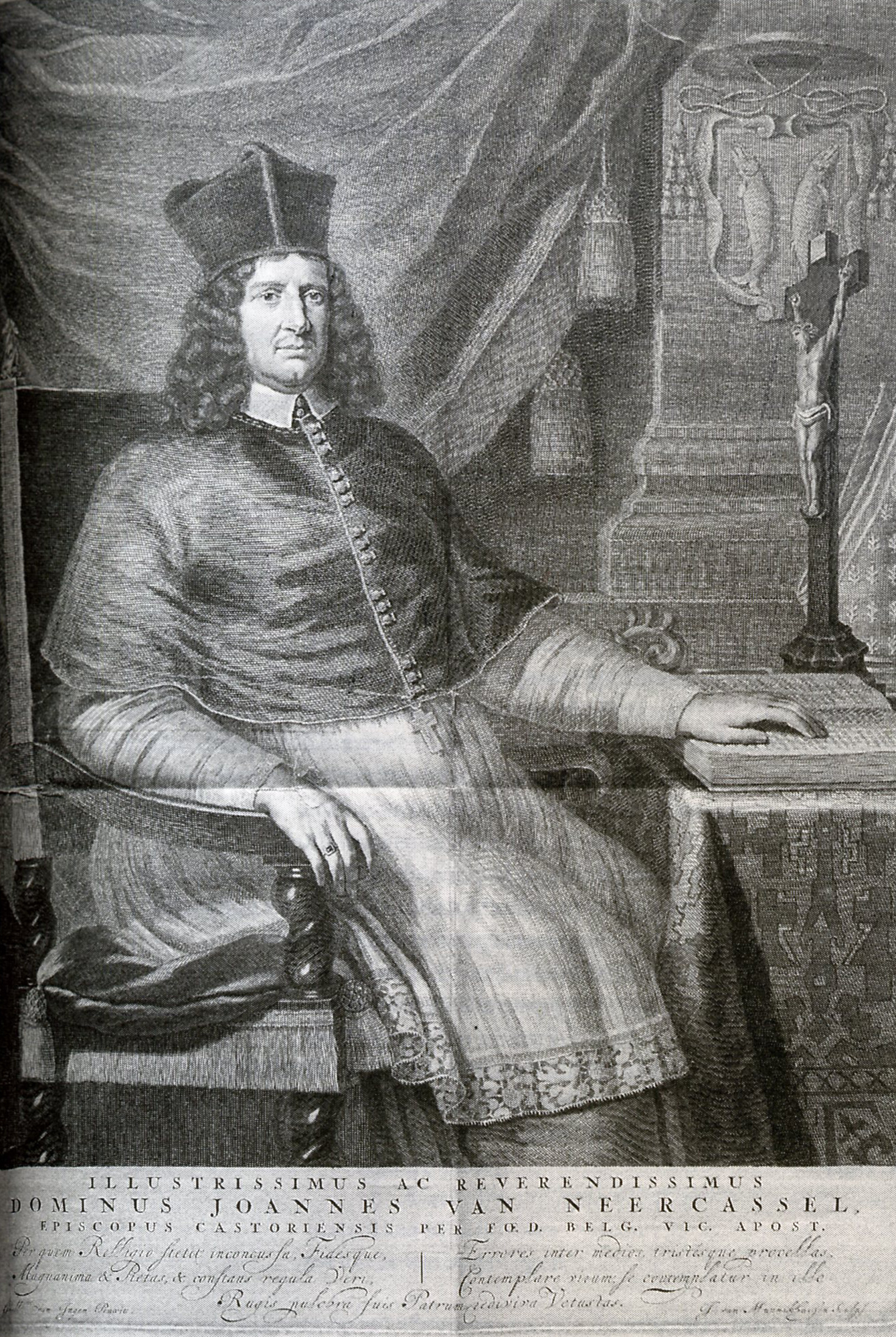
Johannes van Neercassel, gravure van J. van Munnikhuisen naar een portret van Willem van Ingen

Johannes Baptista van Neercassel (Gorinchem, 1625 of 1626 – Zwolle, 6 juni 1686) was apostolisch vicaris van de Hollandse Zending (in de rooms-katholieke traditie) en aartsbisschop van Utrecht (in de oudkatholieke traditie) van 1663 tot 1686.
Johannes van Neercassel studeerde in Leuven en in Parijs, waar hij intrad bij de oratorianen. In 1648 werd hij tot priester gewijd en in 1652 trad hij toe tot de staf van de Hollandse Zending. In 1662 werd hij gewijd tot titulair bisschop van Castorië. In 1663 volgde zijn benoeming tot apostolisch vicaris; hij werd tevens titulair aartsbisschop van Castorië.
In die hoedanigheid onderhield hij goede betrekkingen met de burgerlijke overheden, waardoor verdraagzaamheid ten aanzien van de katholieken werd bevorderd. In 1672 werd Utrecht bezet door de Fransen, die de openbare uitoefening van de katholieke godsdienst toestonden. De Domkerk werd weer als rooms-katholieke kerk ingericht, en Van Neercassel celebreerde verschillende keren de mis. Op 22 augustus 1673 vond zelfs een grote sacramentsprocessie plaats in Utrecht, waarbij Van Neercassel de monstrans met het Allerheiligste meedroeg. Van Neercassel hoopte op herstel van de Utrechtse bisschopszetel, maar in Rome was men wat huiverig: men voelde niets voor een herstel van de zetel onder Franse voogdij. Door de oudkatholieke Kerk wordt Van Neercassel gerekend te behoren tot de (aarts)bisschoppelijke lijn.
Al in 1673 moesten de Fransen zich uit Utrecht terugtrekken, en de vrijheden die de katholieken hadden genoten, werden teruggeschroefd. Hoewel er van represailles van protestantse kant nauwelijks sprake was, achtte Van Neercassel het toch verstandiger de Republiek voorlopig te verlaten. Vanuit het buitenland, met name vanuit het patershuis van het Sint-Elisabethsconvent in de Brandenburgse enclave Huissen (van 1675 tot in 1679), en later vanuit Leiden zette hij zijn missiewerk in de Republiek voort. In 1683 besliste hij het Hoge Heuvelcollege van Keulen te verplaatsen naar Leuven. Hij stierf als gevolg van een longontsteking.
Johannes van Neercassel was een internationaal gerespecteerd figuur met uitstekende contacten in Frankrijk en Rome. Hij vertegenwoordigde het spiritualistische jansenisme en onderhield goede betrekkingen met Port-Royal. De jezuïeten slaagden er op den duur in zijn positie te ondermijnen, en zijn theologische verhandeling Amor poenitens (1683) werd na zijn dood op de Index geplaatst.
- Bibliothèque nationale de France: cb119843636 (data)
- Biografisch Portaal: 06345909
- Catàleg d'autoritats de noms i títols de Catalunya: 981058513463406706
- CiNii: DA17771967
- Digitale Bibliotheek voor de Nederlandse Letteren: neer006
- Gemeinsame Normdatei: 104112891
- International Standard Name Identifier: 0000 0001 1780 9621
- Library of Congress Control Number: n84146259
- Nationale Bibliotheek van Tsjechië: mzk2009533096
- Nederlandse Thesaurus van Auteursnamen: 069528268
- Système universitaire de documentation: 079964583
- Virtual International Authority File: 121549834
- WorldCat: E39PBJxrR6PQ87b6JC8Wbx7vHC